# Adela Pedrosa
María Adelaida Pedrosa Roldán, más conocida como Adela Pedrosa (Elda, Alicante, 9 de mayo de 1966) es una política española perteneciente al Partido Popular de la Comunidad Valenciana. Fue la alcaldesa de su ciudad natal, Elda, entre 2007 y 2015. También ha sido diputada por Alicante en la IX legislatura.

## Biografía
Pasó su juventud en Elda, donde se dedicaba a un negocio familiar. Inició su vida política en 1995 cuando el alcalde Camilo Valor Gómez la nombró concejal de fiestas y participación ciudadana. En el año 1999 el sindicato CC OO denunció en los tribunales que el hospital de Elda decidió contratar de forma irregular a la edil, Adela Pedrosa, como auxiliar administrativa; el Tribunal dio la razón al sindicato de los trabajadores y, al ser recurrida la sentencia, el Tribunal Superior de Justicia de la Comunidad Valenciana (TSJ) ratificó la misma, debiendo dejar el trabajo que había conseguido de forma irregular. En 1999 ocupó el puesto de asesora de Medio Ambiente de la Diputación de Alicante, colaborando con el diputado provincial José María Rubio. A partir de 2003, se traslada a Valencia, donde es elegida diputada en las Cortes Valencianas. En los últimos años ha ocupado el cargo de secretaria general del Partido Popular de la Comunidad Valenciana, que ha mantenido hasta su proclamación como alcaldesa de Elda, tras las últimas elecciones municipales, donde obtuvo una mayoría absoluta, logrando 13 de los 25 escaños del ayuntamiento.
Volvió a ganar por mayoría absoluta en las elecciones municipales celebradas en Elda en 2011, obteniendo su partido 14 concejales, 8 el PSOE, 2 Izquierda Unida y 1 UPyD. Asimismo, Adela Pedrosa, diputada nacional del Partido Popular por la provincia de Alicante en la IX Legislatura, fue nombrada vicepresidenta primera de la Diputación Provincial de Alicante. En 2015 fue derrotada en las urnas por el candidato socialista Rubén Alfaro en las elecciones municipales de ese año.

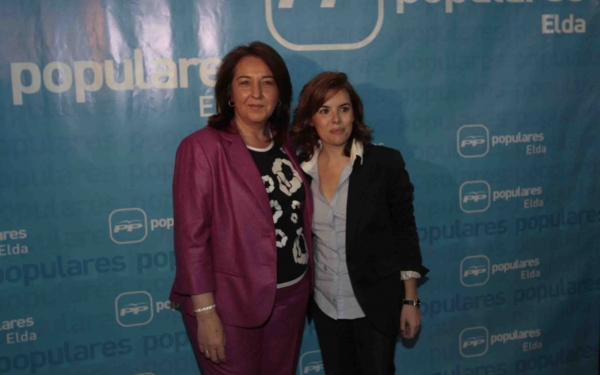
Adela Pedrosa y Soraya Sáenz de Santamaría a la presentación de la candidatura del Partido Popular de Elda, 27 de abril de 2011